# Kualeu (Amanatun Selatan)
Kualeu is een bestuurslaag in het regentschap Timor Tengah Selatan van de provincie Oost-Nusa Tenggara, Indonesië. Kualeu telt 1518 inwoners (volkstelling 2010).